# 自行车安全
自行车安全是利用道路交通安全实践来降低与骑自行车相关的风险。风险可以定义为一定骑行量下发生的事故数量。其中一些部分有争议：如哪种类型的自行车环境或自行车基础设施对骑自行车的人来说最安全。遵守交通法规和在夜间使用自行车照明的优点争议较小。在发生撞车事故时，戴上自行车头盔可以减少头部受伤的几率。
大多数骑自行车的人死于与机动车的碰撞。多个国家的研究发现，在大多数此类车祸中，驾驶员都有过错。

## 事故
第一次有记录的自行车撞车事故发生在1842年，据报道发生在格拉斯哥的一名年轻女孩和早期骑自行车的麦克米兰铁匠（苏格兰人，人们普遍认为他发明了脚踏自行车）
2017年经合组织统计数据的分析指出在过去25年中，发达国家因自行车事故死亡的总体风险有所下降。在美国，与汽车相比，骑自行车仍然是一种更危险的交通方式（不考虑行驶的总距离）。据美国国家公共广播电台报道，自疫情开始以来，被车辆撞击的骑自行车的人数一直在以惊人的速度增长，主要原因为自行车基础设施薄弱。
车祸的原因因当地情况而异。道路状况、天气、速度、刹车、骑车人能见度、自行车和汽车交通、在影响下驾驶、在影响中骑行和分心驾驶都是导致事故的因素。许多自行车撞车事故没有报告，因此没有纳入官方统计。
一项关于自行车最严重碰撞少报的国际调查发现，报告率在0%（以色列）到35%（德国）之间。 此外，官方数据（即警察、医院或保险数据）中出现的碰撞类型存在误差。
如果机动车辆没有参与碰撞，而是单车、骑自行车的行人或骑自行车的人发生碰撞，则向警方报案的几率较低。较低严重程度的碰撞（包括那些不会导致住院的碰撞）可能会产生巨大的成本，并导致长期影响。

## 风险因素
- 驾驶员未能看到或预见到自行车。这种情况尤其发生在骑自行车的人经常被迫骑在交通右侧（在右舵驾驶管辖区）的自行车基础设施上的横断面上。尤其是当涉及大型卡车时，骑自行车的人可能会摔倒在机动车的车轮下。（一些卡车配备了金属侧挡板以防止这种情况发生。）[4]
- 车门打开时未事先检查是否有经过的骑车人，因此骑车人与车门相撞。俗称”开门杀“。这与常见的街道布局有关，车辆平行停放在路边，骑自行车的人在停放的车辆和行驶的车辆之间骑行。骑自行车的人可以在门区外骑行，永远不要紧挨着停着的汽车，以保护自己免受车门的伤害。[5]
- 车轮卡在不规则的道路上，如大坑洞、铁轨、雨水沟、伸缩缝或车道边缘。这可能导致骑车人越过车把时自行车停止，也可能导致车轮朝着与自行车其他部分不同的方向行驶，从而导致侧面摔倒。
- 经过停止的交通可能会导致与进出路口或转弯处的车辆发生碰撞。司机可能看不到迎面而来的自行车，因为被拦下的车辆可能会阻止他们看到骑自行车的人，直到最后一刻。在某些司法管辖区，分车道是特别违法的。
- 如果戴上眼镜、护目镜或带挡风玻璃的头盔，由于缺少挡风玻璃雨刷，在雨雪中骑自行车会显著降低能见度。
- 如果走得太慢或携带沉重、不平衡的负载，从而向侧面倾斜。
- 由于在光滑的表面上缺乏牵引力而摔车，如冰、泥或铁轨。
- 路怒症：一些车辆驾驶员可能会试图“惩罚”骑自行车的人，因为他们认为“不必要地阻碍他们”是自私的行为，因此在超车时，他们会过得太近、切入太急或向他们鸣喇叭。

自行车手也会受到与相同类型车辆的碰撞，但没有金属外壳的保护——尽管通常行驶速度较低。当交通参与者违反道路规则时，例如在单行道上逆行、红灯未停车或夜间无灯行驶，这些风险可能会增加。

## 安全设施

### 头盔
据美国公路安全保险研究的报告表明：美国1999年骑自行车死亡的人数有98%未戴头盔，而在撞击事故中戴头盔的人使他们头部受重伤的危险系数减少了85%。随着硬柏油路和石路的增多，骑自行车时头部受伤的事故也增多，骑行头盔由能够对脆弱的头部提供保护。

### 照明灯具
车前灯（提升骑行者视线范围，提醒对面行人车辆）、车尾灯（提醒身后行人车辆），照明灯具能够提升骑行者视线和对行人及司机有安全提醒的装备

### 反光条
包括有反光条的骑行服或在服装、背包上加贴闪光条。还可在轮胎上装配反光条。

## 参阅
- 户外娱乐的危害（英语：Hazards of outdoor recreation）
- 自行车运动概述（英语：Outline of cycling）
- 自行车基础设施的安全（英语：Safety of cycling infrastructure）
- 人群中的安全（英语：Safety in numbers）
- 在汽车道路上骑行（英语：Vehicular cycling）
- 自行车基础设施
- 摩托车的安全问题